# Krsto Radov Radimir
Krsto Radov Radimir (1766. - 1833.) -bokokotorski kapetan
U vrijeme Napoleonove uprave Bokom kotorskom,  dobrotski kapetan Krsto Radov Radimir (1766. – 1833.) prateći jedan francuski konvoj bio je napadnut 22. svibnja 1812. godine od engleskih korsara kod mjesta Lovišta na Pelješcu.
Kapetan Krsto Radimir stavio se sa svojim brodom i posadom u obranu francuskog konvoja. Tom prilikom je izdržao višesatnu borbu s mnogostruko jačim neprijateljem u kojoj je sudjelovala engleska fregata Aretusa i sedam barkozija s po tridesetak ljudi. Tom prilikom na brodu Radimira poginula su četiri člana posade, a i sam kapetan Krsto je bio ranjen dok je na engleskoj strani bilo oko 30 mrtvih i 100 ranjenih.
Za ovaj podvig bio je odlikovan od Napoleona visokim ordenom viteza Legije časti.